# Salacia jenkinsii
Salacia jenkinsii är en benvedsväxtart som beskrevs av Kurz. Salacia jenkinsii ingår i släktet Salacia och familjen Celastraceae. Inga underarter finns listade.